# Vaqueta suïssa
La vaqueta suïssa (Peltodoris atromaculata) és una espècie de mol·lusc gastròpode de la  família Discodorididae. Es troba al mar Mediterrani i l'oceà Atlàntic.

## Descripció

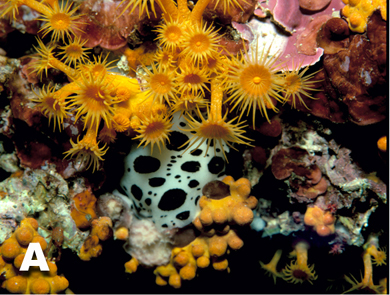
Peltodoris atromaculata entremig els Parazoanthus

És un mol·lusc sense closca, fàcilment recognoscible per la seva característica coloració de taques de tons foscos sobre un fons blanc. Te el cos ovalat i arrodonit i presenta entre 6 i 9 brànquies. Al voltant de l'anus posseeix diverses expansions que utilitza com a brànquies secundàries.

## Comportament i alimentació
Generalment es troben en les esponges del gènere Petrosia (Petrosia dura, Petrosia ficiformis), de les quals s'alimenta. Sovint es troba en petits grups de diversos individus joves, per altra banda, els majors exemplars solen ser més solitaris.
També s'alimenta de Haliclona fulva, la qual potser la prefereix per sobre de la Petrosia.